# Крез (река)
Крез (фр. Creuse) је река у Француској. Дуга је 264 km. Улива се у Вјен. 